# Aleksander Vinter
Aleksander Vinter, noto anche con lo pseudonimo di Savant (Oslo, 16 aprile 1987), è un disc jockey, produttore discografico, musicista e cantante norvegese.
Conosciuto anche come Vinter in Hollywood oppure Vinter in Vegas, il suo pseudonimo fa riferimento alla sindrome del savant, da cui ritiene dipendano le sue capacità musicali e che gli permetterebbe di produrre canzoni in pochissimo tempo. Ha infatti dichiarato di aver creato, nel corso della sua vita, più di 10 000 brani.
Avendo prodotto musica di vari generi sotto diversi pseudonimi, Savant non si etichetta sotto alcun genere. Alcuni degli alias da lui usati sono: "Datakrash" (hip-hop/instrumental), "Gunslinger Jones" (EDM), "Numa" (Trance), "Twin World" (Trance), "Morphine" e "Winterbliss". Vinter ha inoltre fatto parte di varie band tra cui: "Staal", "Megatron", "No Funeral" e "The Cristopher Walkens", oltre ad aver partecipato con la cantante spagnola Mercedes Mìgel Carpio, nel progetto "Vega & Vinter".
Durante le sue esibizioni, Savant indossa la maschera di Guy Fawkes, resa celebre dal film V per Vendetta.

## Carriera
Vinter pubblicò musica per la prima volta sul web nel 2006, con una traccia rap intitolata Man of The Law. In seguito sperimentò una vasta gamma di generi, assumendo diversi alias.
Nel 2009 pubblicò il suo album di debutto, Outbreak, con lo pseudonimo di "Vinter in Hollywood". L'album ottenne una nomination nella categoria musica elettronica per i Norwegian Grammy Awards del 2009.
Aleksander firmò con la SectionZ Records nel 2010. Nello stesso anno pubblicò, sotto lo pseudonimo di "Vinter in Vegas", l'album Mamachine, mentre nel 2011 pubblicò, con il nome di Savant, Ninür.
Nel 2012 uscirono quattro suoi album: Vario, che raggiunse la posizione nº4 nella classifica di nuove uscite di Beatport; Overworld, che raggiunse la posizione nº1 di Beatport; ISM e Alchemist, che raggiunse la prima posizione dei dischi Dubstep, Drum and Bass, Electro-House, Glitch Hop, Drumstep, Indie Dance/Nu Disco.
Nel 2013, in seguito alla crescita della propria fama, intraprese due tour nel Nord America. Durante i tour ha pubblicato l'album Cult e ha realizzato la colonna sonora del gioco Savant: Ascent prodotto dal D-Pad Studio. Successivamente pubblicò Orakel  l'11 dicembre 2013, e "Protos", che riprese la parte più ElectroPop della sua produzione.
Nel 2015 Vinter ha pubblicato il suo undicesimo LP: Invasion. L'anno dopo uscì Vybz, originariamente concepito come EP, ma che nel giro di una settimana si arricchì di 10 tracce.
Nel corso del 2016 Vinter ha pubblicato diversi singoli ("Fire", "Cassette", "Savior" e "Forsaken"), facendo riferimento ad un futuro album chiamato Vex. A giugno ha pubblicato un singolo con Snoop Dogg e DMX chiamato "Get It Get It"; nell'ottobre dello stesso anno è stata pubblicata una raccolta chiamata "Outcasts", contenente 53 tracce e comprendenti demo, variazioni in produzione e inediti.
Insert Coin del 2020 raccoglie tutte le soundtrack da lui composte per l'omonimo documentario, diretto da Joshua Tsui, riguardante i giochi per cabinati e il loro ruolo nella storia dei videogiochi e dell'industria videoludica.

### Album
- Outbreak (2009) (come Vinter in Hollywood)
- Mamachine (2010) (come Vinter in Vegas)
- Ninür (2011)
- Vario (2012)
- Overworld (2012)
- ISM (2012)
- Alchemist (2012)
- Overkill (2013)
- Cult (2013)
- Orakel (2013)
- Protos (2014)
- Zion (2014)
- Invasion (2015)
- Bajo (2015) (come Blanco)
- Vybz (2016)
- Outcasts (2016) (album quadruplo)
- Jester (2017)
- Slasher (2018)
- Mortals (2019)
- Void (2020)
- Krang (2022)

### EP
- Mindmelt (2012)
- Heart (EP) (2013)
- 4 Days (2013)

### Singoli
- Fire (2016)
- Cassette (2016)
- Savior (2016)
- Get It Get It (feat. Snoop Dogg & DMX) (2016)
- Forsaken (2016)
- Slasher (2016)
- Surprise (2017)
- Monolith (2019)

### Colonne sonore
- Insert Coin (2020)

### Collaborazioni
Savant ha collaborato con diversi artisti nel panorama della musica elettronica, tra i quali il duo "Infected Mushroom" nell'album Friends of Mushroom.